# Manuel Ferré
Manuel Antonio Ferré (Corrientes, ca. 1800 - íd., 27 de noviembre de 1875) fue un empresario, militar y político argentino, que ejerció varias veces la gobernación de la provincia de Corrientes durante el siglo XIX.

## Biografía
Era hijo de un inmigrante catalán Juan Ferré Maresa y Juana Francisca Alsina Gaza, hermano menor del brigadier Pedro Ferré. Era socio de su hermano en la industria maderera y tuvo una empresa de fábrica de ladrillos y tejas.
Se incorporó al ejército provincial en fecha desconocida, siendo ascendido al grado de capitán después de la disolución de la República de Entre Ríos. Su primera misión conocida fue dispersar una banda de guaraníes capitaneada por un desertor de apellido Caballero; posteriormente llegó al grado de coronel.
En 1833 ocupó por primera vez el sillón de gobernador, durante un interinato de tres meses, durante el gobierno de su hermano Pedro. Al año siguiente fue elegido diputado provincial, Fue también dos veces delegado del gobernador Rafael León de Atienza, y en 1836 fue diputado por Itatí para la sanción de la Constitución de su provincia.
Tras la muerte del gobernador Genaro Berón de Astrada en la batalla de Pago Largo, ejerció como gobernador provisorio durante el mes de mayo de 1839. Tras varios infructuosos intentos de presentar resistencia, debió entregar el mando de la provincia al jefe federal Pedro Dionisio Cabral.
A fines de ese mismo año, dirigió el regreso de su hermano al gobierno de la provincia, con lo que Corrientes se puso abiertamente en contra del gobierno nacional ejercido por el gobernador porteño Juan Manuel de Rosas. Fue diputado por San Roque en 1841, durante la última gobernación de su hermano, pero se exilió en Montevideo en los años siguientes a la batalla de Arroyo Grande. Se incorporó al ejército de Fructuoso Rivera, a cuyas órdenes combatió en la batalla de India Muerta, después de la cual se exilió en el Brasil.
En 1851, tras el Pronunciamiento de Urquiza y la alianza del gobernador Benjamín Virasoro con Justo José de Urquiza, regresó a su provincia y fue elegido diputado provincial, asumiendo la presidencia de la Legislatura.
Tras la batalla de Caseros, el gobernador Virasoro permaneció en Buenos Aires durante muchos meses; un grupo de antiguos opositores conspiró para derrocarlo, de lo que resultó un golpe de Estado protagonizado por el coronel Nicanor Cáceres; la legislatura eligió a uno de sus miembros, Domingo Latorre, para asumir como gobernador provisorio. Se realizaron nuevas elecciones para le legislatura, dirigidas por los hermanos Ferré y Juan Gregorio Pujol —hasta entonces asesor de Urquiza— de las que resultó la victoria de un grupo de unitarios y jóvenes amigos de Pujol. Esta legislatura nombró gobernador provisorio a Manuel Ferré, hasta que Pujol estuvo seguro de que Urquiza no intentaría reponer a Virasoro. Sólo entonces, la legislatura eligió un gobernador titular, que resultó ser el mismo Pujol.
En 1855, Manuel Ferré fue presidente de la Convención Constituyente provincial. Apoyó la revolución de 1861 contra José María Rolón, y durante el año 1864 fue miembro de la Legislatura. Al año siguiente, cuando se produjo la invasión paraguaya de Corrientes, concurrió a la asamblea popular que eligió a tres prominentes federales para gobernar la provincia bajo la tutela paraguaya.
Se alejó de la política tras la muerte de su hermano —ocurrida en 1867— y falleció en Corrientes en 1875.
Su hijo Nicolás Ferré tuvo una destacada actuación pública en los años siguientes, llegando también a ocupar el gobierno provincial en forma provisional en dos ocasiones, en 1878 y 1880.